# Milim (waluta)
Milim – moneta zdawkowa używana obecnie w Egipcie, Tunezji, Sudanie i Sudanie Południowym jako 1/10 piastra i 1/1000 głównej jednostki. Od 1951 do 1971 korzystano z niej także w Libii.
1 milim jest równy:
- 1/1000 funta egipskiego
- 1/1000 funta sudańskiego
- 1/1000 funta południowosudańskiego
- 1/1000 dinara tunezyjskiego

Milim bywa też używany w przypadku innych walut do dzielenia ich na części tysięczne.